# Schachty-Prozess

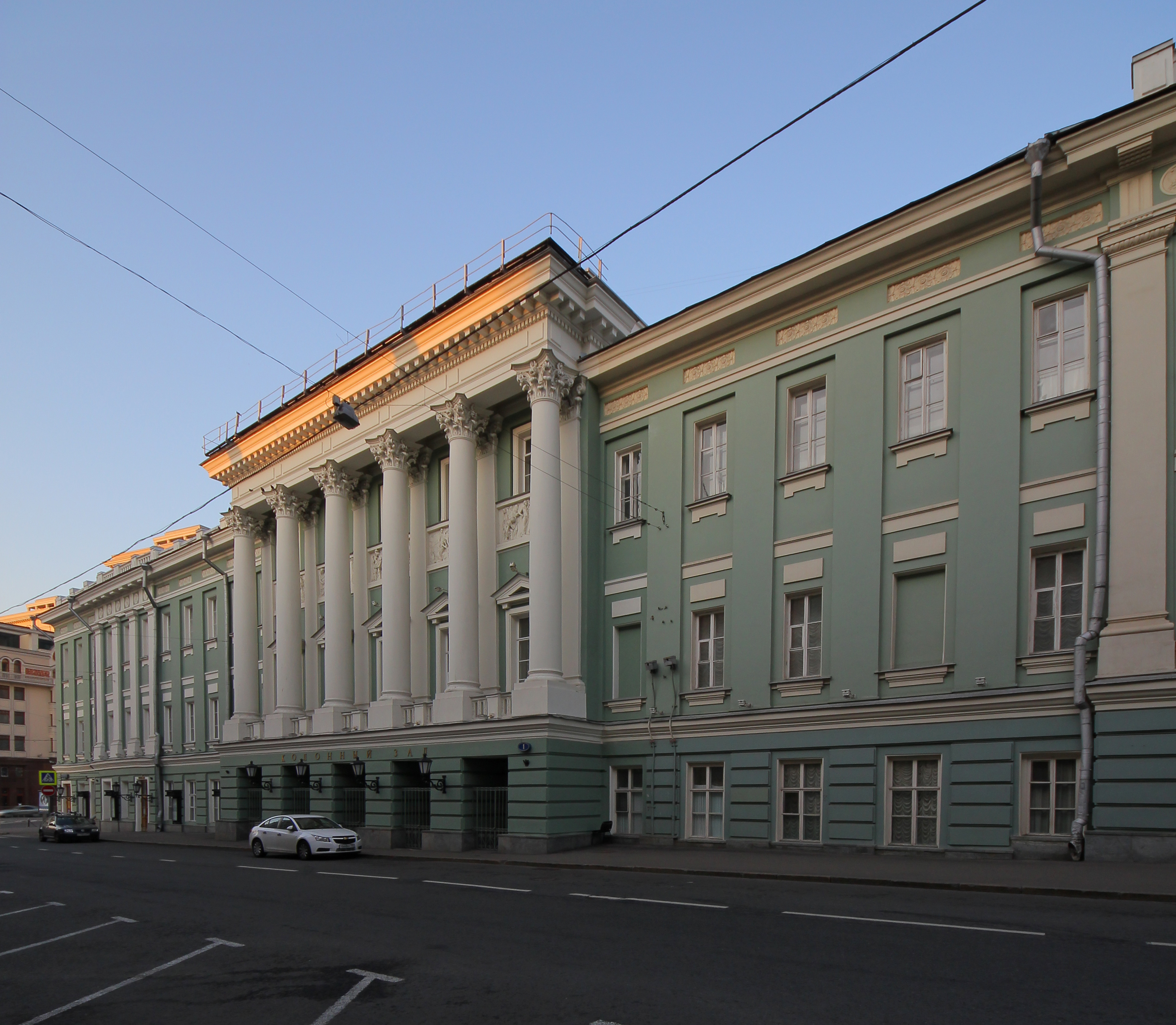
Der Säulensaal des Gewerkschaftshauses in Moskau diente als Gerichtssaal

Der Schachty-Prozess (auch Schachty-Affäre; russisch Ша́хтинское де́ло) vom 18. Mai bis 7. Juli 1928 war der erste Schauprozess in der Sowjetunion nach dem Prozess gegen die Sozialrevolutionäre 1922. Er richtete sich gegen sowjetische und einige ausländische parteilose Spezialisten. Der Prozess machte deutlich, dass die Phase der Klassenversöhnung der Neuen Ökonomischen Politik (NÖP) vorbei war und stand im Zusammenhang mit der Revolution Stalins aus Zwangskollektivierung der Landwirtschaft und der raschen Industrialisierung der Sowjetunion im Zeichen des ersten Fünfjahresplans. Der Prozess war von langer Hand vorbereitet und die Angeklagten hatten zu gestehen, was man ihnen vorher gesagt hatte. Allerdings war die Organisation noch nicht so perfekt, wie bei Prozessen in den folgenden Jahren. Zahlreiche Angeklagte waren nicht bereit, sich schuldig zu bekennen oder widerriefen ihre Aussagen. Gleichwohl wurden die meisten der über fünfzig Angeklagten verurteilt. Die Moskauer Prozesse während des Großen Terrors in der zweiten Hälfte der 1930er Jahre liefen im Wesentlichen nach dem Muster des Schachty-Prozesses ab.

## Vorgeschichte
Der Prozess stand am Anfang einer Kampagne, die Stalin gegen die zu diesem Zeitpunkt noch stark vorrevolutionär-bürgerlich geprägte technische Intelligenz startete. Dies stand im engen Zusammenhang mit dem Ende der halbmarktwirtschaftlichen NÖP-Periode und dem rigiden Industrialisierungskurs im Zeichen des ersten Fünfjahresplanes, der beginnenden Kollektivierung der Landwirtschaft und Entkulakisierung. Der Industrialisierungskurs fand gerade bei den jüngeren Parteimitgliedern teilweise begeisterte Zustimmung. Stalin benötigte die Unterstützung der Radikalen im Kampf gegen die rechte Opposition in der Führung der Partei. Er war nach dem Sieg über Trotzki insbesondere bestrebt, den Einfluss von Alexei Iwanowitsch Rykow, Michail Pawlowitsch Tomski und Nikolai Iwanowitsch Bucharin zu brechen.
Die überstürzte Industrialisierung und die ersten Ansätze der Kollektivierung standen am Beginn schwerer sozialer Belastungen. Die Spezialisten dienten als Sündenböcke und die Prozesse sollten mögliche Kritiker einschüchtern. Fehler im System konnte und wollte das Regime nicht eingestehen, stattdessen wurden Verschwörungstheorien konstruiert, nach denen Volksfeinde und ausländische Agenten für die Probleme verantwortlich waren. Der Prozess beendete die Phase der Klassenversöhnung und stand am Beginn neuer Klassenauseinandersetzungen. Dabei bildeten die bürgerlichen Spezialisten das Gegenstück zum Feindbild der Kulaken auf dem Land. Die Spezialisten hatten während der NÖP-Phase zum Unmut der Arbeiter Privilegien genossen. Der Prozess sollte zeigen, dass die bürgerliche Intelligenz und die parteilosen Fachleute nunmehr politisch suspekt und überflüssig seien.

## Vorbereitung
Der Prozess von 1928 und die folgenden in den Jahren 1930 und 1931 wiesen Gemeinsamkeiten auf. Alle standen unter der Regie Stalins, alle verknüpften ausländische Einflussversuche mit Sabotage. Diese bezeichnete man fortan als Schädlingsarbeit. Die Angeklagten waren Spezialisten oder Funktionäre, aber indirekt richteten sich die Prozesse auch gegen die Rechtsabweichler in der Parteiführung. Um die öffentliche Wirkung zu erhöhen, waren die Prozesse mit entsprechenden Kampagnen in den Medien und der Öffentlichkeit verbunden, mit dem Ziel, die Stimmung zu radikalisieren.
Die Vorbereitung der Anklage lag in den Händen des Geheimdienstes OGPU. Angebliche Sabotageakte in der Region Schachty im Donezbecken im Auftrag von ausländischen und emigrierten russischen Kapitalisten dienten als Aufhänger. Dabei wurde unter anderem eine Konspiration mit Verbindungen zur französischen Finanzwelt und polnischen Geheimdienstkreisen unterstellt. Die angeblichen Verbrechen und die Geständnisse waren Erfindungen, die zuvor vom Geheimdienst akribisch erdacht wurden. Bereits zweieinhalb Monate vor Beginn des Prozesses wurde eine Broschüre mit den vorläufigen Ergebnissen der Ermittlungen veröffentlicht. In dieser wurde ausgiebig aus den Verhörprotokollen zitiert. Zentraler Wert wurde auf den Nachweis der Schädlingsarbeit bzw. Sabotage gelegt. Als Motive wurden antisowjetische Stereotype oder einfache Geldgier konstruiert. Stalin hatte bereits auf dem Aprilplenum des Zentralkomitees, also vor Prozessbeginn, die Zielsetzung deutlich gemacht: „Die Fakten sagen, dass der Schachty-Fall eine ökonomische Konterrevolution ist, die von einem Teil der bürgerlichen Spezialisten arrangiert worden ist, die früher die Kohleindustrie geleitet hatten. Die Fakten sagen weiter, dass diese Spezialisten, die sich in einer geheimen Gruppe organisiert haben, für die Schädlingstätigkeit Geld von den früheren Herren, die jetzt in Europa in der Emigration sitzen, und von konterrevolutionären antisowjetischen kapitalistischen Organisationen im Westen erhalten haben. Die Fakten sagen schließlich, dass diese Gruppe bürgerlicher Spezialisten auf Anweisung kapitalistischer Organisationen im Westen auf unsere Industrie einwirkte und sie zerrüttete.“ Es zeigte sich, dass Stalins innerparteiliche Gegner mit ihm in der Sache übereinstimmten. Rykow erklärte während des Aprilplenums des ZK, dass die Partei sich nicht von dem abstrakten Prinzip leiten lassen solle, dass die Schuldigen ihrer gerechten Strafen zugeführt werden müssten. Man müsse bei der Verhaftung weniger von der strafrechtlichen Praxis oder dem „Gerechtigkeitsprinzip“ ausgehen als vielmehr von „unserer großen Politik.“

## Verlauf

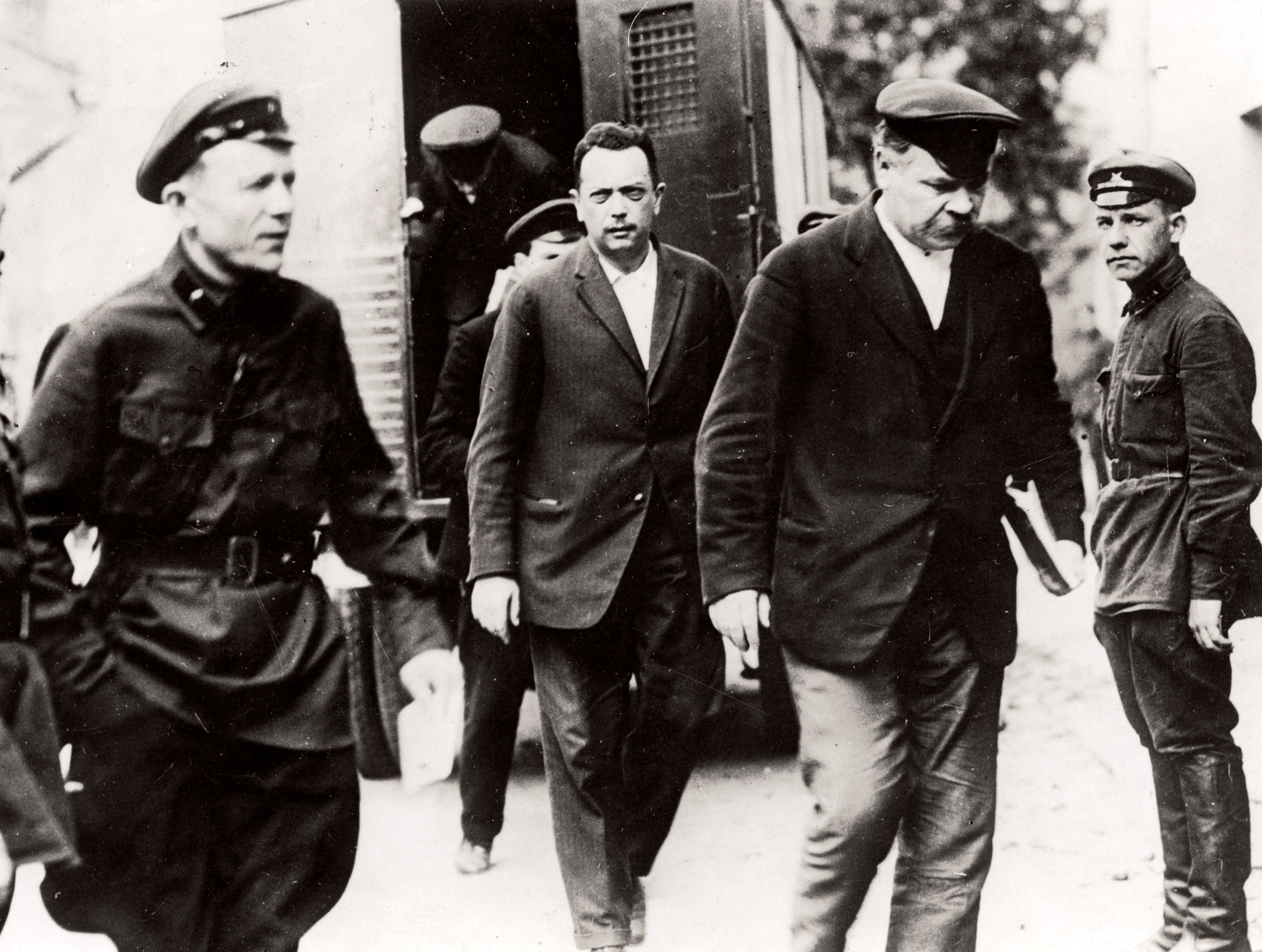
Anlieferung der Angeklagten während des Schachty-Prozesses (18. Mai 1928 bis 7. Juli 1928)

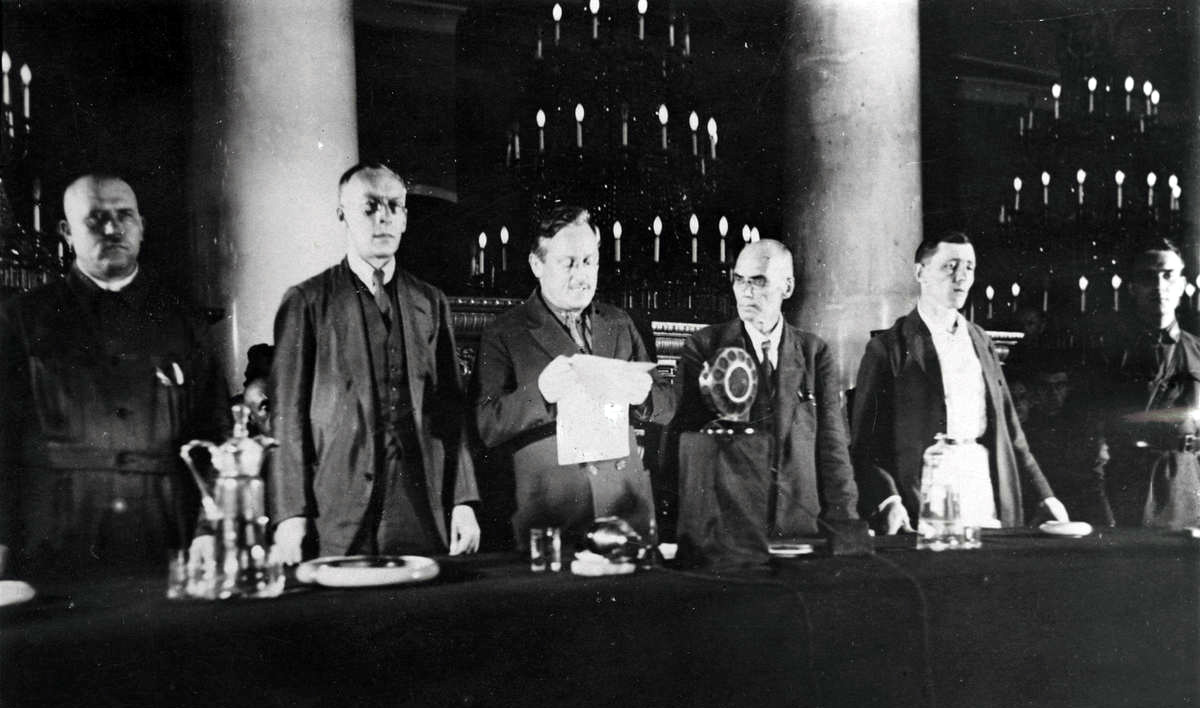
Der Richter Andrei Wyschinski verkündet das Urteil am Ende des Prozesses (7. Juli 1928)

Angeklagt waren 53 russische Ingenieure, Techniker und Funktionäre. Hinzu kamen drei deutsche Ingenieure. Der Prozess fand im großen Saal des Hauses der Gewerkschaften in Moskau statt und dauerte sechs Wochen. Die Verantwortlichen sorgten für eine möglichst große öffentliche Aufmerksamkeit. Der Saal fasste 1500 Zuschauer und es gab Logenplätze für Diplomaten. Der Prozess wurde gefilmt und 136 Journalisten waren akkreditiert. Der deutsche Vorwärts merkte indes an, dass die gesamte sozialistische Presse der Welt ausgeschlossen war. Die normale Zuhörerschaft wechselte jeden Tag. Oberster Richter war Andrei Januarjewitsch Wyschinski. Dieser war in den Schauprozessen der 1930er Jahre Ankläger. Staatsanwalt im Prozess von 1928 war Nikolai Wassiljewitsch Krylenko. Dieser bezeichnete die Angeklagten als „ängstliche Söldner des Kapitals“, die zu feige gewesen wären, der UdSSR offen „den politischen Handschuh entgegen zu werfen.“ Statt sich zu ihrer politischen Position zu bekennen, hätten sie sich feige weggeduckt. Das reuige Auftreten einiger Beschuldigter wurde von der sowjetischen Presse nur als Schauspielerei abgetan. Die teilweise ritualisiert wirkenden Schuldbekenntnisse erschienen insbesondere ausländischen Prozessbeobachtern als wenig glaubwürdig.
Der Form nach lief der Prozess wie ein Indizienverfahren ab. Wie in den Prozessen der folgenden Jahre sollten die Angeklagten vorher einstudierte Aussagen abgeben. Aber im Gegensatz zu den Schauprozessen der kommenden Jahre gelang es dem Geheimdienst nicht, alle Angeklagten zu einer Selbstbezichtigung zu zwingen. Dreiundzwanzig Angeklagte erklärten ihre Unschuld. Andere zogen ihre Geständnisse im Laufe des Prozesses zurück. Einem der deutschen Angeklagten gelang es sogar, die Selbstanklage eines mitangeklagten Russen als haltlos zu entlarven. Dies hatte auf das Ergebnis aber keinen Einfluss. Das Gericht konnte die angestrebten „Beweise“ für die Schuld mit Hilfe von kooperierenden Angeklagten oder Zeugen erreichen. Was die Rolle der Verteidiger angeht, gibt es in der Literatur zum einen die Auffassung, dass zumindest einige im Interesse der Angeklagten aktiv geworden seien und Lücken und Widersprüche aufdeckten. Daneben gibt es aber auch die Auffassung, dass die Verteidiger sich strikt an die Vorgaben von oben hielten und keine Versuche unternahmen, zu Gunsten ihrer Mandanten aktiv zu werden.
Neben den üblichen Mitteln eines Strafprozesses wurde auch Zwang eingesetzt. Um die Widerspenstigen zu einer erneuten Bekräftigung ihrer „Geständnisse“ zu zwingen, wurden sie bedroht, körperlichen Misshandlungen ausgesetzt und durch Schlafentzug mürbe gemacht.
Insgesamt wurden letztlich nur vier der Angeklagten freigesprochen, die übrigen verurteilt. Es gab elf Todesurteile und fünf Hinrichtungen. Die von dem Urteil ausgehende Lehre war, dass „Krisen von Feinden hervorgerufen wurden, dass die Loyalität der Arbeiter dem Regime und nicht der Familie oder der Verwandtschaft gehörte.“
Von den deutschen Angeklagten wurden zwei freigesprochen, einer erhielt eine Bewährungsstrafe. Für diese Milde spielte möglicherweise eine Rolle, dass das Verfahren gegen deutsche Staatsbürger die diplomatischen und wirtschaftlichen Beziehungen belastet hätte. So drohte der deutsche Botschafter Ulrich von Brockdorff-Rantzau mit seiner Demission.
Stalin folgerte aus dem Prozess, dass „es bei den Parteiorganisationen und Gewerkschaften an revolutionärer Wachsamkeit mangelte. Sie zeigte, dass unsere Wirtschafter in technischer Hinsicht unerhört zurückgeblieben sind, dass manche alten Ingenieure und Techniker, da sie unkontrolliert arbeiteten, leicht auf die Bahn der Schädlingsarbeit abgleiten, um so mehr, als sie von Feinden aus dem Ausland ununterbrochen mit Angebot bedrängt werden.“ Zur Sicherung der Industrialisierung forderte Stalin zur „revolutionären Wachsamkeit“ auf.
In der Folge wurden weitere bürgerliche Spezialisten Repressionen ausgesetzt, wurden verhaftet und bei späteren Prozessen, etwa dem Industrieparteiprozess (1930), verurteilt. Ein letzter Prozess in dieser Phase war der Prozess gegen das angebliche Unionsbüro der Menschewiken. Ein Prozess gegen eine werktätige Bauernpartei fand nicht mehr statt, da Stalin 1931 diese Repressionswelle stoppte. Im Gefolge des Schachty-Prozesses wurden bis 1931 etwa 7000 Fachleute gemäß Artikel 58 des Strafgesetzbuches der RSFSR verhaftet, in Lager deportiert oder unter Hausarrest gestellt. Damit waren schätzungsweise etwa 10 % der technischen Kader dem Produktionsprozess entzogen worden. Dies erschwerte die Umsetzung des Fünfjahresplans zusätzlich.